# Vlag van Tynaarlo
De vlag van Tynaarlo is op 21 september 1999 vastgesteld als de gemeentelijke vlag van de Drentse gemeente Tynaarlo. Deze kan als volgt worden beschreven:
Een rood broek T-kruis met armen van 1/3 hoogte; waarop in het midden aan de broekzijde een witte bloem van de Zweedse kornoelje; boven groen en onder geel.
De vlag bestaat uit drie gelijke banen in de kleuren groen, rood en geel, waarbij de broeking rood gekleurd is. Op het snijpunt van de rode banen is een kornoeljebloem uit het gemeentewapen geplaatst. De kleuren van de vlag zijn ontleend aan die van et gemeentewapen. Het ontwerp was van het Drents Heraldisch College.

## Verwante afbeeldingen

Wapen van Tynaarlo

Aa en Hunze ·
Assen ·
Borger-Odoorn ·
Coevorden ·
De Wolden ·
Emmen ·
Hoogeveen ·
Meppel ·
Midden-Drenthe ·
Noordenveld ·
Tynaarlo ·
Westerveld